# Rano Kalimpaa
Rano Kalimpaa är en sjö i Indonesien.   Den ligger i provinsen Sulawesi Tengah, i den centrala delen av landet, 1 600 km öster om huvudstaden Jakarta. Rano Kalimpaa ligger 1 662 meter över havet.I omgivningarna runt Rano Kalimpaa växer i huvudsak städsegrön lövskog.